# Nils Andersson (präst)
Nils Hugo Ragnar Andersson, född 15 december 1930 i Sundals-Ryrs församling, Älvsborgs län, död 11 december 2021 i Vänersborg, var en svensk präst. 
Efter studier i Vänersborg blev Andersson student vid Göteborgs högskola 1952 och avlade teologisk-filosofisk examen där 1953. Han blev student vid Lunds universitet samma år och avlade teologie kandidatexamen där 1957. Andersson prästvigdes samma år. Efter tjänstgöring som stiftsadjunkt i Karlstad, domkyrkokomminister i Lund och kyrkoherde i Stora Kil blev han domprost i Luleå 1980. Han hade då avlagt teologie doktorsexamen 1973. Andersson blev emeritus 1990. Han har medverkat i olika tidskrifter. 